# Moschea di Colle di Val d'Elsa
La moschea di Colle di Val d'Elsa è una moschea inaugurata nell'ottobre 2013 a San Lazzaro, alla periferia di Colle di Val d'Elsa. È la moschea più grande della Toscana e l'unica dotata di cupola e di un minareto di cristallo. L'imam della moschea è Izzedin Elzir (presidente UCOII, imam di Firenze e protagonista del dialogo interreligioso) e il presidente della comunità islamica senese che gestisce la moschea è Feras Jabareen.
Il progetto della moschea è stato redatto dall architetto Danilo Raccuja-Vial dei Branciforti, che dopo un'elaborata ricerca tipologica, ha tentato di mediare le influenze culturali delle diverse provenienze dei musulmani del luogo, dando forma all idea originaria del primo luogo di preghiera musulmano che fu la casa del profeta Maometto.
Il terreno su cui sorge la moschea è stato concesso in diritto di superficie per 99 anni all'"Associazione Comunità dei Musulmani di Siena e Provincia" nel 2003 per un affitto di 11.000 euro all’anno. I fondi per la costruzione della moschea sono stati concessi dalle comunità islamiche italiane (1.600.000 euro) dalla Fondazione Mps (300.000 euro), e dalla fondazione Qatar Charity. La moschea può ospitare fino a 400 fedeli ed è gestita da un comitato di garanzia di otto membri, quattro nominati dal Comune e quattro dalla stessa comunità islamica, presieduto da Serenella Pallecchi.
Il progetto di moschea a Colle di Val d'Elsa aveva sollevato aspre critiche nei primi anni duemila, da parte tra gli altri del politico leghista Mario Borghezio, e con la giornalista fiorentina Oriana Fallaci che pochi mesi prima della morte nel maggio 2006 si era detta pronta a farla saltare in aria.